# Camaroptera
Camaroptera é um género de ave da família Cisticolidae.

## Espécies
Este género contém as seguintes espécies:
- Camaroptera brachyura
- Camaroptera brevicaudata
- Camaroptera harterti
- Camaroptera superciliaris
- Camaroptera chloronota

1. ↑  «Cisticolidae». aviansystematics.org. The Trust for Avian Systematics. Consultado em 15 de julho de 2023
2. ↑  Gill, Frank; Donsker, David, eds. (2017). «Grassbirds, Donacobius, Malagasy warblers, cisticolas & allies». World Bird List Version 7.3. International Ornithologists' Union. Consultado em 26 de agosto de 2017